# Ору-Прету
Ору-Прету (порт. Ouro Preto МФА: [ˈo(w)ɾu ˈpɾetu] — «місто чорного золота»), колишня Віла-Ріка (порт. Vila Rica МФА: [ˈvilɐ ˈʁikɐ] «багате село») — місто в бразильському штаті Мінас-Жерайс, розташоване в гірському ланцюгу Серра-ду-Еспіньясу. Раніше місто було центром гірничої промисловості, зараз у ньому залишилося багато зразків архітектури бароко колоніального періоду, за що центр міста отримав статус Світової спадщини ЮНЕСКО.
З 1933 отримало статус «Національна пам'ятка».
Засноване наприкінці 17 ст. У 18 столітті - столиця району (капітанії). Відоме головним чином як місце творчості Алейжадінью, архітектора і скульптора доби пізнього бароко, одного з засновників національного мистецтва Бразилії. Місто поєднало декільна малих поселень з власними церквами та центрами. Первісна дерев'яна та глиняна забудова поступово замінена в центрі на кам'яну.
Головні споруди міста: 
- Палац губернатора (1741)
- Каза дус Контус (будинок Маседа, 1784)
- церква дел Кармен (чину терциаріїв, 1766-1776)
- церква Сан Франсіску (1766-1794)
- церква Носса сеньйора ду Пілар (1730)
- церква Носса сеньйора ду Розаріу (1785)
- церква Ла Консейсан (1727)
- Отель (арх. Оскар Німейєр, 1940)

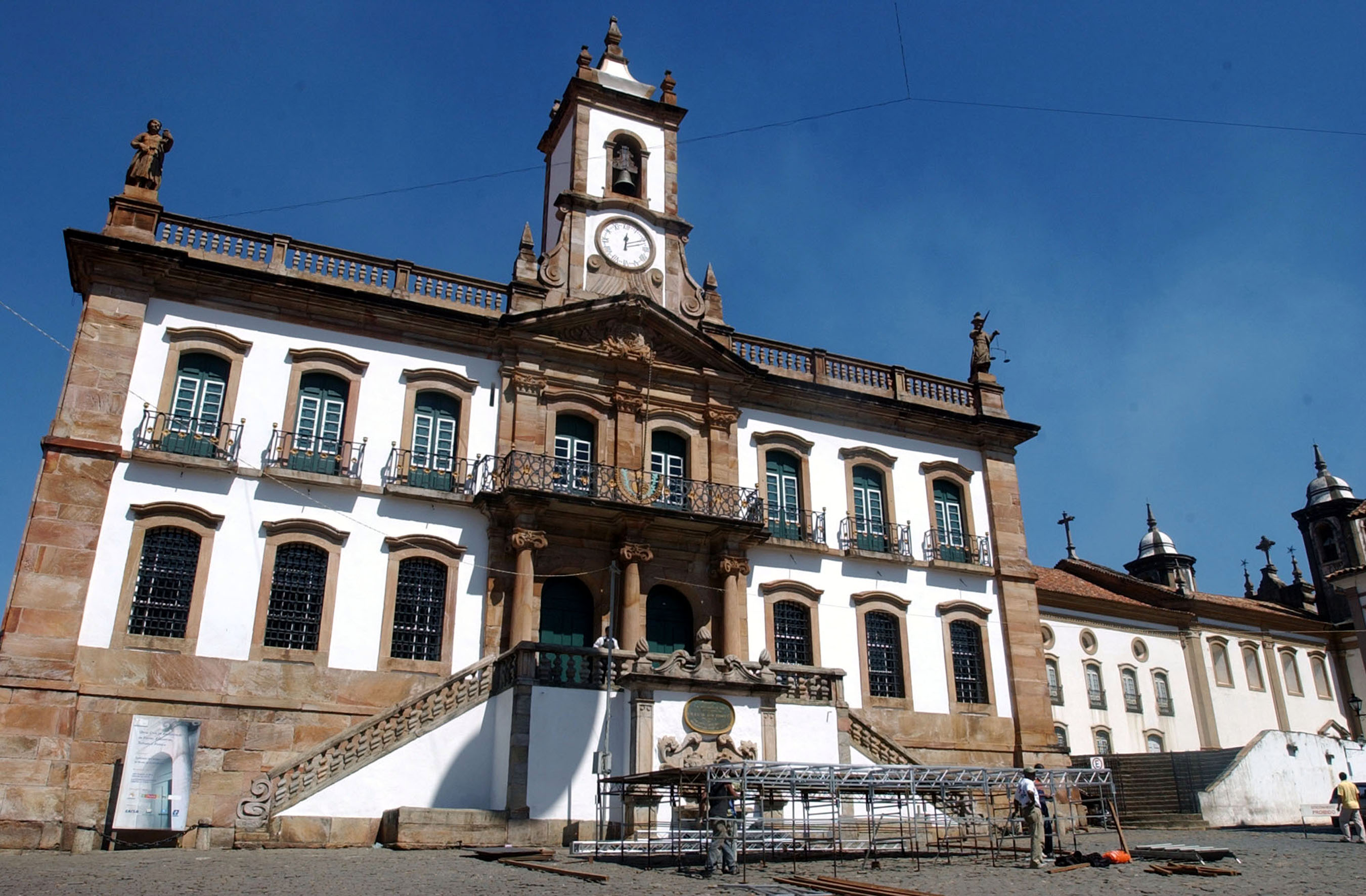
Колишній палац губернатора
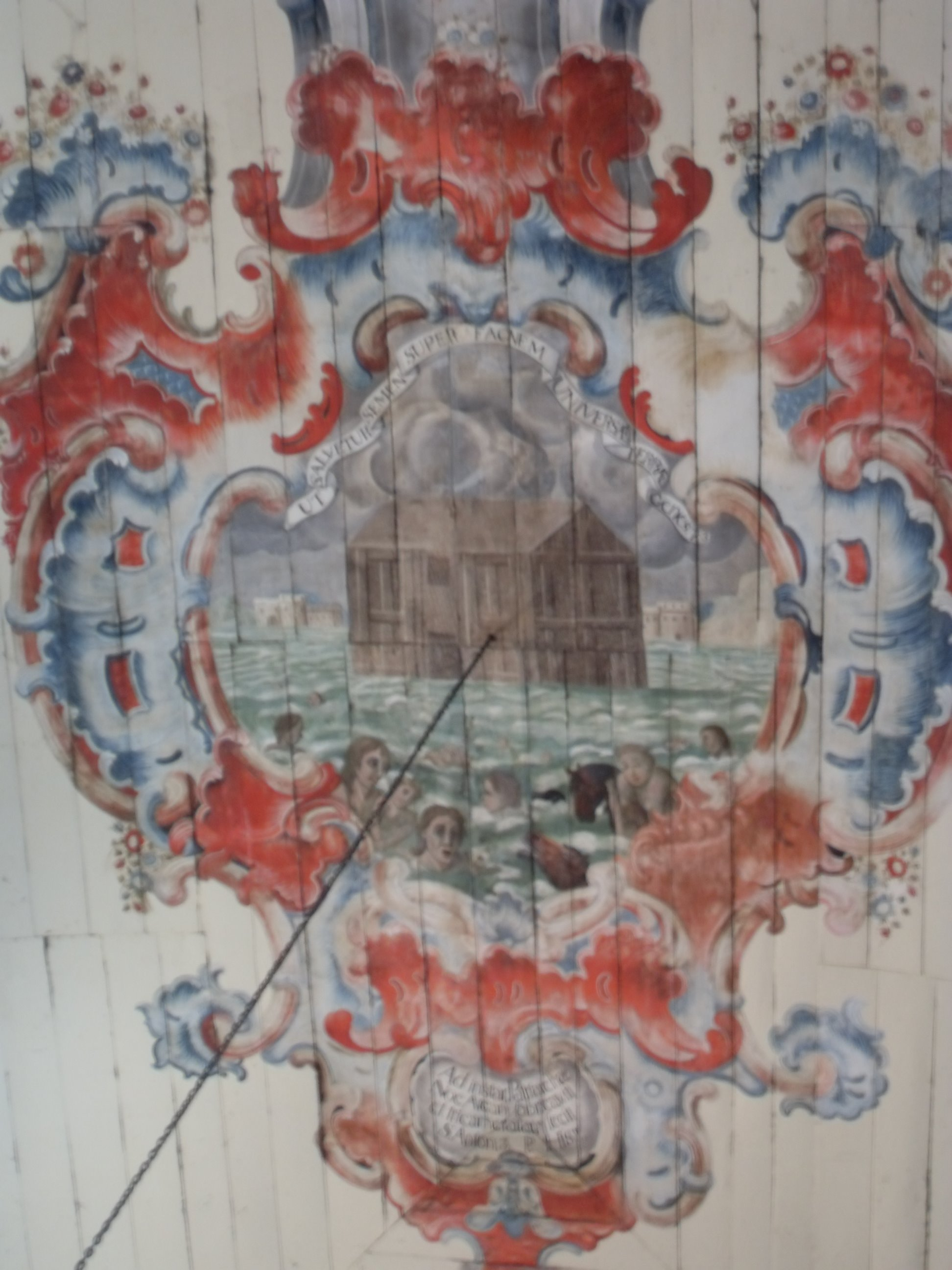
Бароковий розпис стелі (ковчег Ноя)
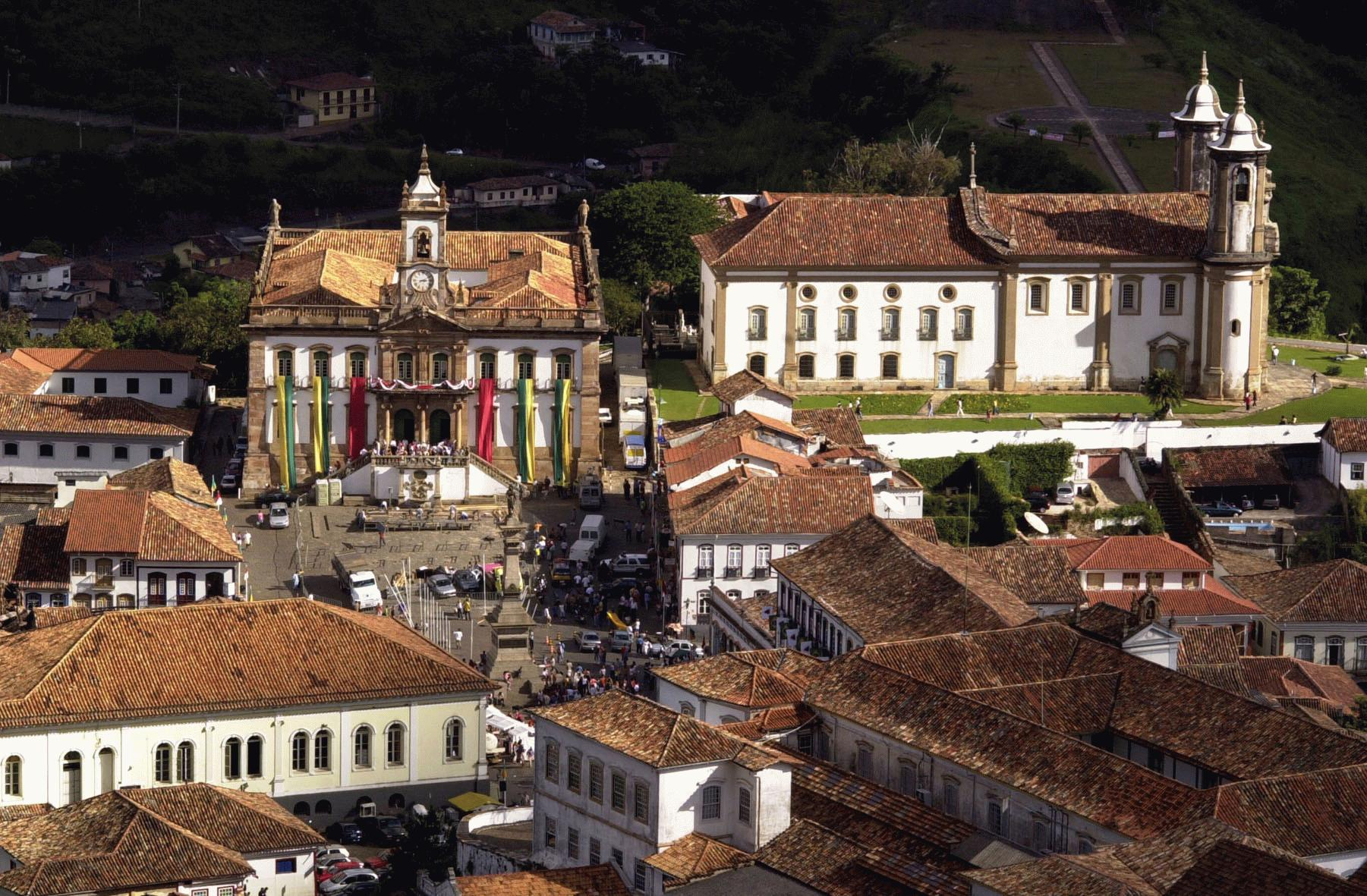
Історичний центр
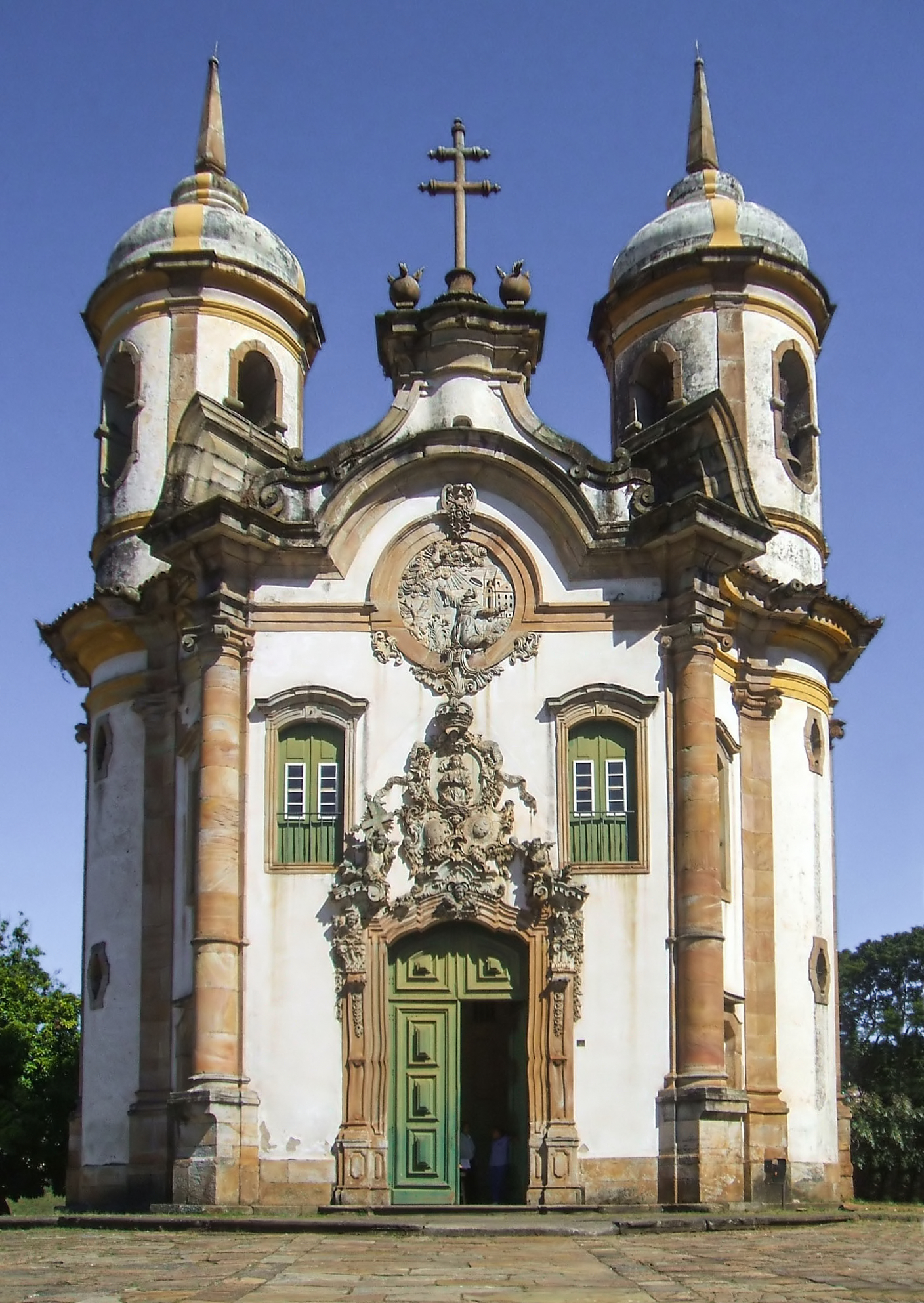
Церква Сан Франсіску
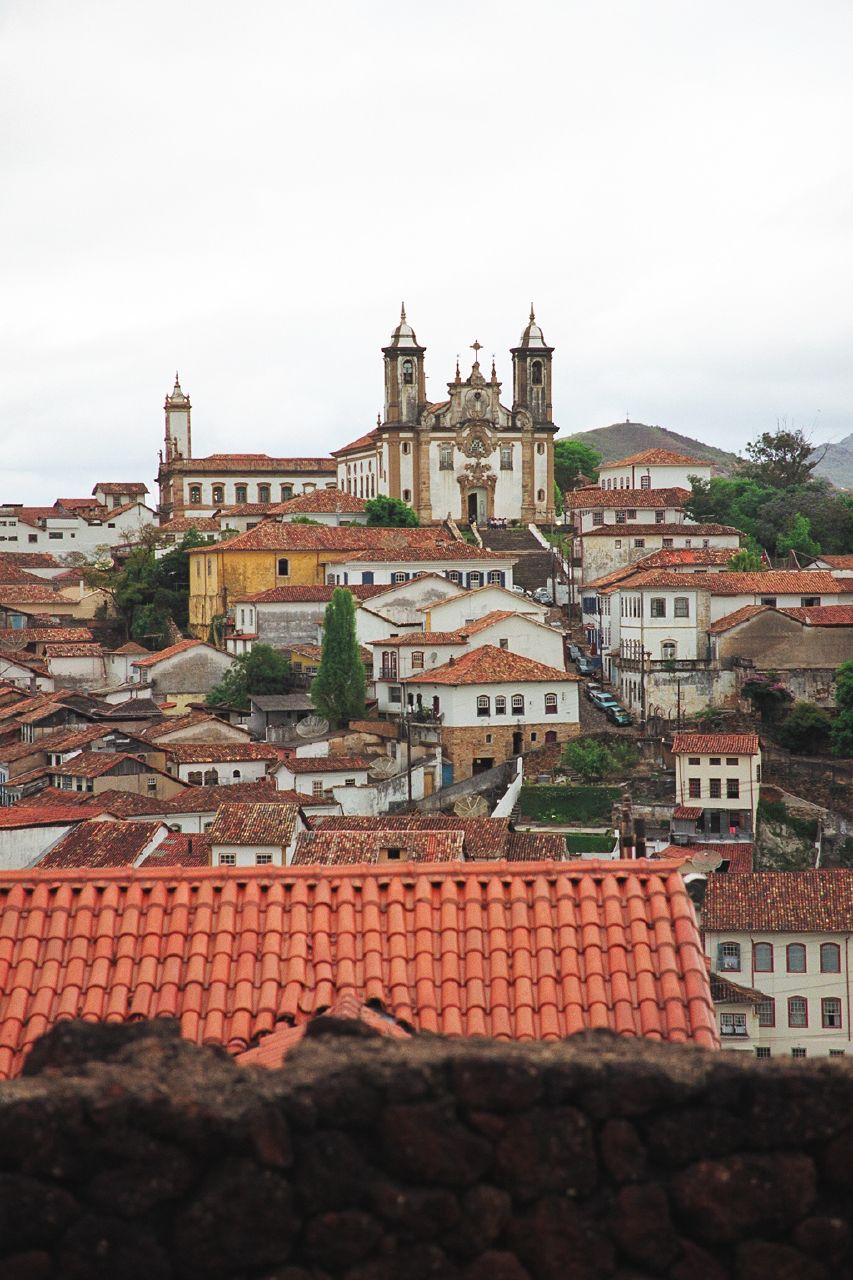
Церква дель Кармен
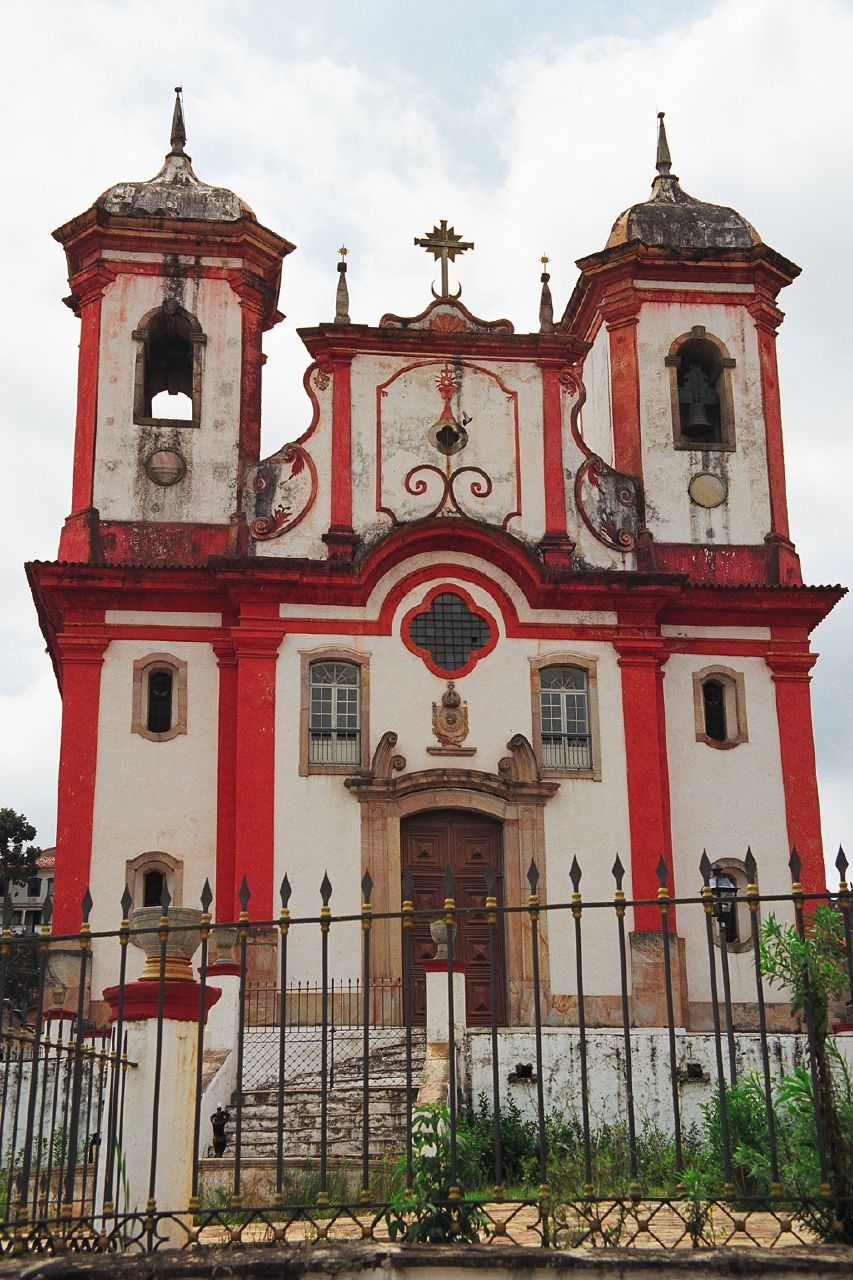
Церква Ла Консейсан